# دانش‌نامه عقاید اسلامی
دانش‌نامه عقاید اسلامی کتابی زیر نظر محمد محمدی ری شهری با همکاری مهدی مهریزی، عبدالهادی مسعودی، علی نقی خدایاری و رضا برنجکار است که در سال ۱۳۸۵ منتشر و در مراسم کتاب سال جمهوری اسلامی ایران به‌عنوان کتاب برگزیده معرفی شد.